# Morte Macabre
Morte Macabre est un groupe de rock progressif suédois.

## Biographie
Morte Macabre est formé en 1990 par quatre artistes suédois : Nicklas Barker et Peter Nordins d'Anekdoten, et Stefan Dimle et Reine Fiske de Landberk. Leur unique album, Symphonic Holocaust, publié en 1998, est un concept de reprises de plusieurs bandes originales instrumentales de films d'horreur. L'album est caractérisé par un son atmosphérique, sombre, post-rock, propre à la musique progressive des artistes impliqués, prétendant recréer les sensations éprouvées lors du visionnage des films concernés. L'album est remarqué par la presse spécialisée.
En 2000, Morte Macabre apparaît sur la compilation E tu vivrai nel terrore, aux côtés de groupes tels que Abiogenesi, A Piedi Nudi, Ars Nova, Sun Dial et Somnambulist. Morte Macabre y joue la piste 29 : Irrealtà di Suoni (3:11).

## Membres
- Nicklas Barker - mellotron
- Stefan Dimle - basse, mellotron
- Reine Fiske - guitare, mellotron, violon
- Janne Hansson - waves[Quoi ?] (sur Photosession)
- Yessica Lindqvist - chant (sur Lullaby)
- Peter Nordins - batterie, mellotron